# Sala civica di scultura Raffaello Pagliaccetti
La sala civica di scultura Raffaello Pagliaccetti nota anche come gipsoteca civica Raffaello Pagliaccetti, è un museo di Giulianova, in provincia di Teramo.

## Storia
La gipsoteca è ospitata al piano terra della scuola De Amicis in Piazza della Libertà e conserva riproduzioni in gesso delle opere dello scultore dell'Ottocento Raffaello Pagliaccetti, nato a Giulianova nel 1839, formato all'Accademia nazionale di San Luca e morto nella stessa città nel 1900.

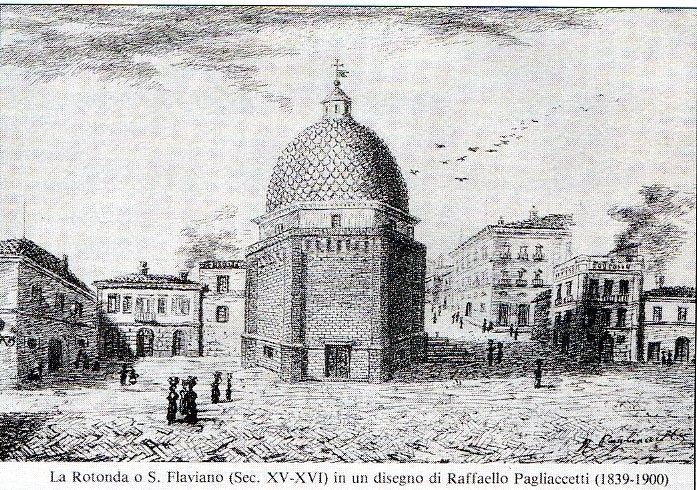
Incisione di piazza Buozzi a Giulianova col Duomo, presso la Pinacoteca civica

Le opere, presenti in vari musei fiorentini, furono acquistate da Pasquale Ventili nel 1914 e successivamente donate agli Ospedali ed Istituti Riuniti di Teramo.

## Collezioni
In una sala dell'edificio scolastico sono esposte quindici opere in gesso di Pagliaccetti, tra le quali il busto del Maresciallo Moltke, una statua di Papa Pio IX, una di Andrea apostolo e due bozzetti del monumento a Vittorio Emanuele II di Savoia di Piazza della Libertà a Giulianova, inaugurato il 26 agosto 1894.